# Ústí nad Orlicí
Ústí nad Orlicí (v místním nářečí Oustí, německy Wildenschwert) je město na východě Čech v podhůří Orlických hor na soutoku Tiché Orlice a Třebovky, asi 10 km severoseverozápadně od České Třebové. Průměrná nadmořská výška se pohybuje kolem 340 m n. m. Žije zde přibližně 14 tisíc obyvatel. Leží ve stejnojmenném okresu a je pátým největším městem Pardubického kraje. Ústím nad Orlicí prochází první a třetí tranzitní železniční koridor a silnice I/14.
Město se nachází v geomorfologickém okrsku Ústecká brázda, který spadá do Českotřebovské vrchoviny. Nad městem, na Andrlově chlumu (560 m n. m.), se tyčí rozhledna Stříbrná krasavice.
V Ústí nad Orlicí je městská památková zóna. K významným stavbám ve městě patří zejména Roškotovo divadlo, Hernychova vila a kostel Nanebevzetí Panny Marie. Nachází se zde také nejrůznější sportoviště, například krytý plavecký bazén, skatepark, aquapark, fotbalový stadion, tenisové kurty, a hustá síť cyklostezek, cyklotras a turistických cest.

## Název
V nejstarších písemných zmínkách se město objevuje pod dvěma názvy, které nejsou významově totožné. Vedle českého Ústí (odkaz na soutok Třebovky a Tiché Orlice, v jehož blízkosti se zřejmě rozkládalo první historické sídliště) bylo užíváno také německého názvu Wilhelmsuerde, resp. Wilhelmswerd nebo Wilhelmswert, který měl význam „Vilémův ostroh“ (tj. vyvýšenina, vybíhající k západu z pláně mezi Tichou Orlicí a Třebovkou, na níž se rozkládalo historické jádro města) a odkazovalo k zakladateli, kterým mohl být Vilém z Drnholce. Německý název Wildenschwert (doslova „divoký meč“, „meč divochů“), užívaný v novověku a v moderní době, vznikl zkomolením původního Wilhelmswerd a nemá vzhledem k historii města žádný logický význam.
Polský název města zní Uście nad Orlicą.

## Části města
- Ústí nad Orlicí (k. ú. Ústí nad Orlicí)
- Černovír (k. ú. Černovír u Ústí nad Orlicí)
- Dolní Houžovec (k. ú. Dolní Houžovec)
- Horní Houžovec (k. ú. Horní Houžovec)
- Hylváty (k. ú. Hylváty)
- Kerhartice (k. ú. Kerhartice nad Orlicí a Gerhartice)
- Knapovec (k. ú. Knapovec)
- Oldřichovice (k. ú. Oldřichovice u Ústí nad Orlicí)

Dříve byly součástí města také dnes samostatné obce Dlouhá Třebová a Řetůvka.

## Historie

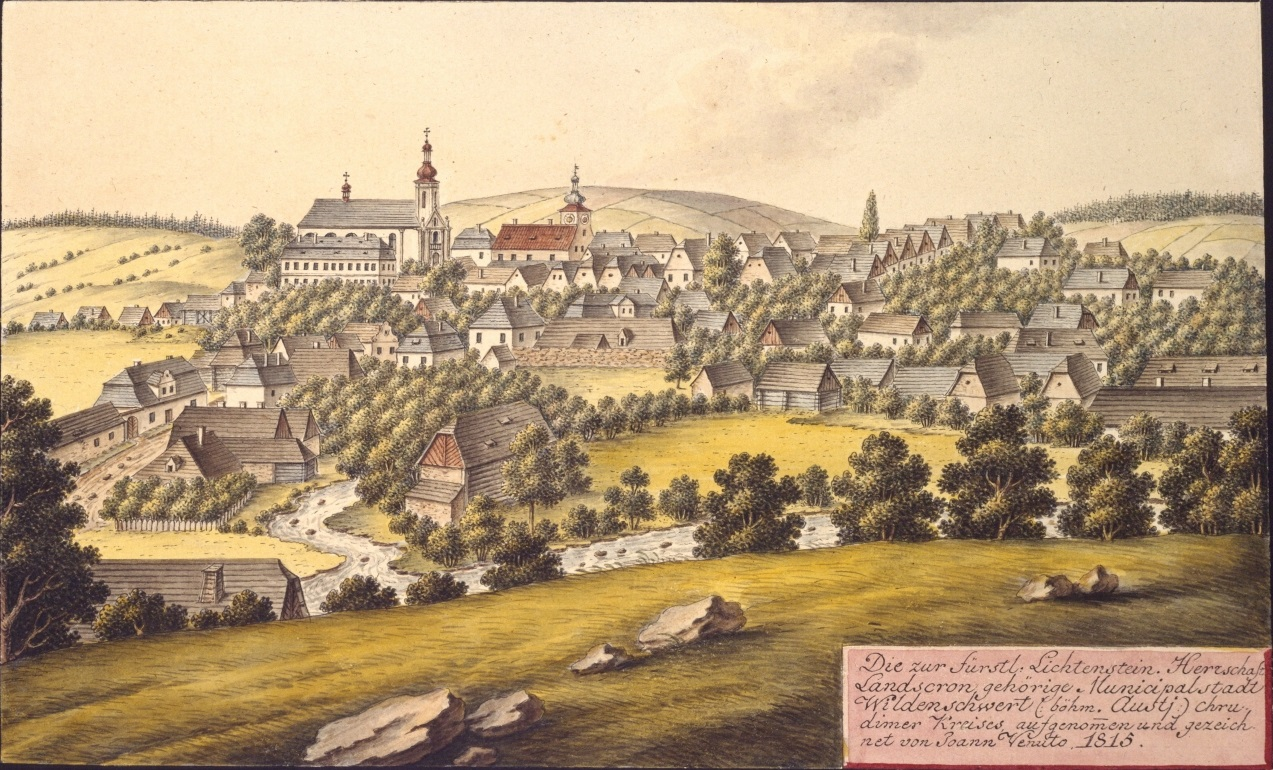
Ústí nad Orlicí, kresba Johanna Venuta z roku 1815

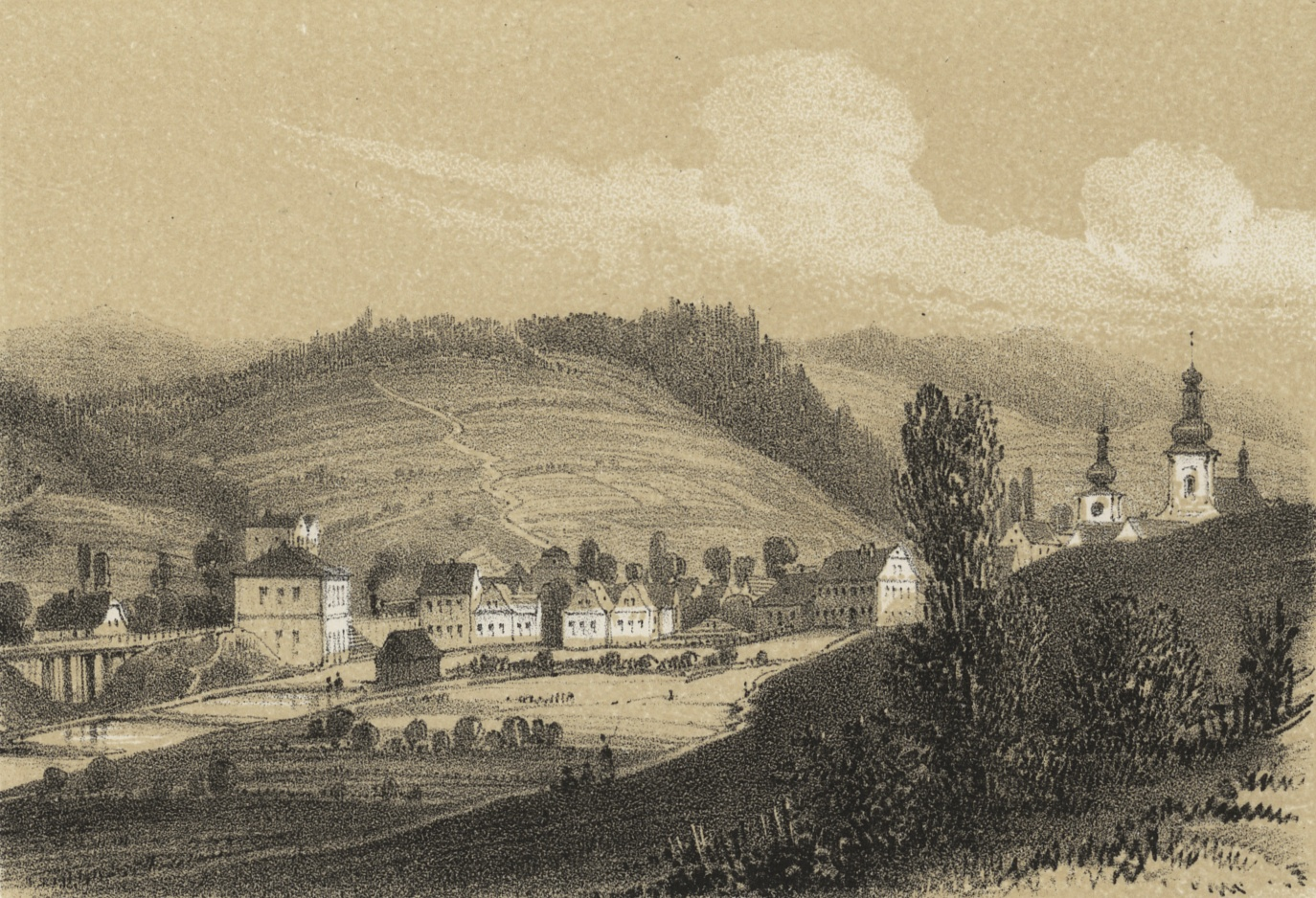
Ústí nad Orlicí a vstup do údolí Tiché Orlice v roce 1845.

K založení města došlo ve druhé polovině 13. století v průběhu vrcholné kolonizace, kterou na území mezi Třebovkou, masivem Suchého vrchu a severní částí Zábřežské vrchoviny vykonávali z pověření krále Přemysla Otakara II. páni z Drnholce. První spolehlivá zpráva o městě pochází z roku 1292, kdy se villa forensis Wilhelmswerd (tj. trhová ves Wilhelmswerd; současně je zde uveden i český název Ústí) objevuje na donační listině, kterou král Václav II. potvrzuje nadání cisterciáckého kláštera na Zbraslavi částí lanšperského panství. V roce 1304 je civitas Wilhelmswerd (obec, město Wilhelmswerd) uvedeno na listině, která potvrzuje a upravuje předchozí nadání. V obou případech je Ústí označeno jako jedno ze správních center lanšperského panství, ve stejné funkci je v obou listinách zmíněna i Česká Třebová. Užívání dvou názvů města, českého a německého, souvisí podle některých historiků s existencí o něco málo staršího osídlení v prostoru soutoku Třebovky a Tiché Orlice, zvaného Ústí, přičemž označení Wilhelmswerd se mělo vztahovat na nové sídliště založené na pravidelném půdorysu na nedalekém ostrohu. V 15.–16. století patřilo město postupně k panství Pernštejnů a Kostků z Postupic. 
V době reformace zdejší farní chrám převzali utrakvisté, od konce 15. století zde působil, stejně jako v Kunvaldu, sbor Jednoty bratrské, jehož zděná budova byla postavena v letech 1553–1555; poslední bratrský kazatel odešel do exilu roku 1626. Dále zde bylo činné literátské bratrstvo, které si objednalo dodnes dochovaný iluminovaný kancionál od Jiříka Sezemského ze Sezemic. Roku 1498 město zachvátil první velký požár, při kterém shořela většina budov a došlo ke zničení nejstarších písemností města. V době pobělohorské až do roku 1786 město a panství vlastnili Lichtenštejnové. Většina obyvatel se v minulosti živila hlavně zemědělstvím a domácím tkalcovstvím. 
K rozmachu textilního průmyslu a strojírenské výroby došlo v polovině 19. století v souvislosti se stavbou železnice Olomouc–Praha. První textilní továrnu založil v roce 1855 faktor Jan Hernych. Jeho syn Florián Henrych vybudoval mechanickou tkalcovnu, další budovy areálu přibyly na konci 19. století, budovu při Svatojánské ulici ve 20. letech 20. století upravil arch. Pavel Janák. Konkurenční závod vedl Václav Vincenc. V roce 1943 nacisté oba závody zabrali pro výrobu leteckých motorů, v roce 1946 byla firma znárodněna a stala se závodem 01 n.p. Perla.
Roku 1945 bylo Ústí prohlášeno okresním městem.

## Současnost
- V roce 1963 do městské části Kerhartice dopadl meteorit o velikosti 12x8 cm a váze 1280 gramů, je vystaven v Národním muzeu v Praze.
- V roce 1997 bylo město zasaženo povodňovou vlnou, nejvíce postižené oblasti byly Kerhartice, Hylváty a podměstí.

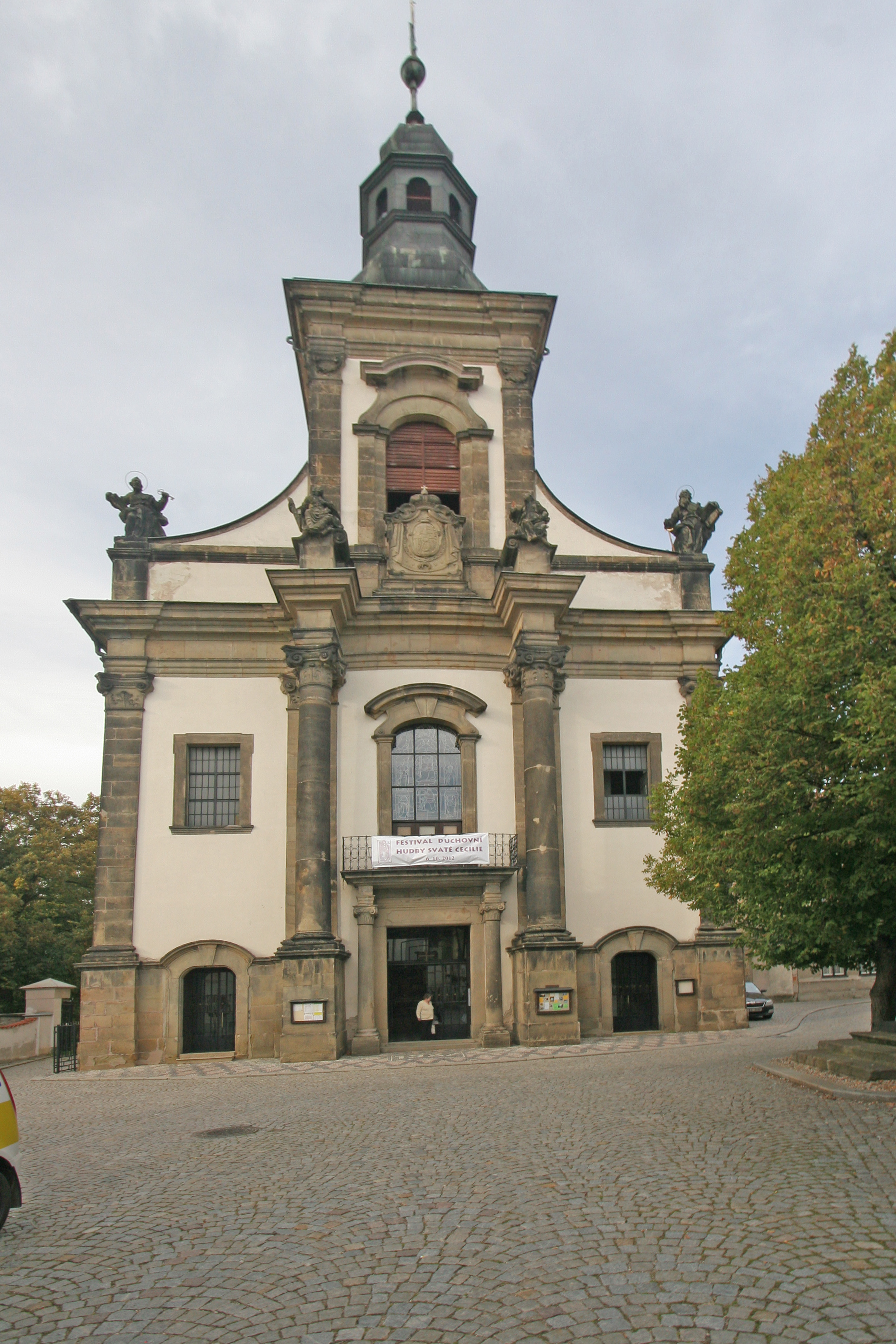
Kostel Nanebevzetí Panny Marie

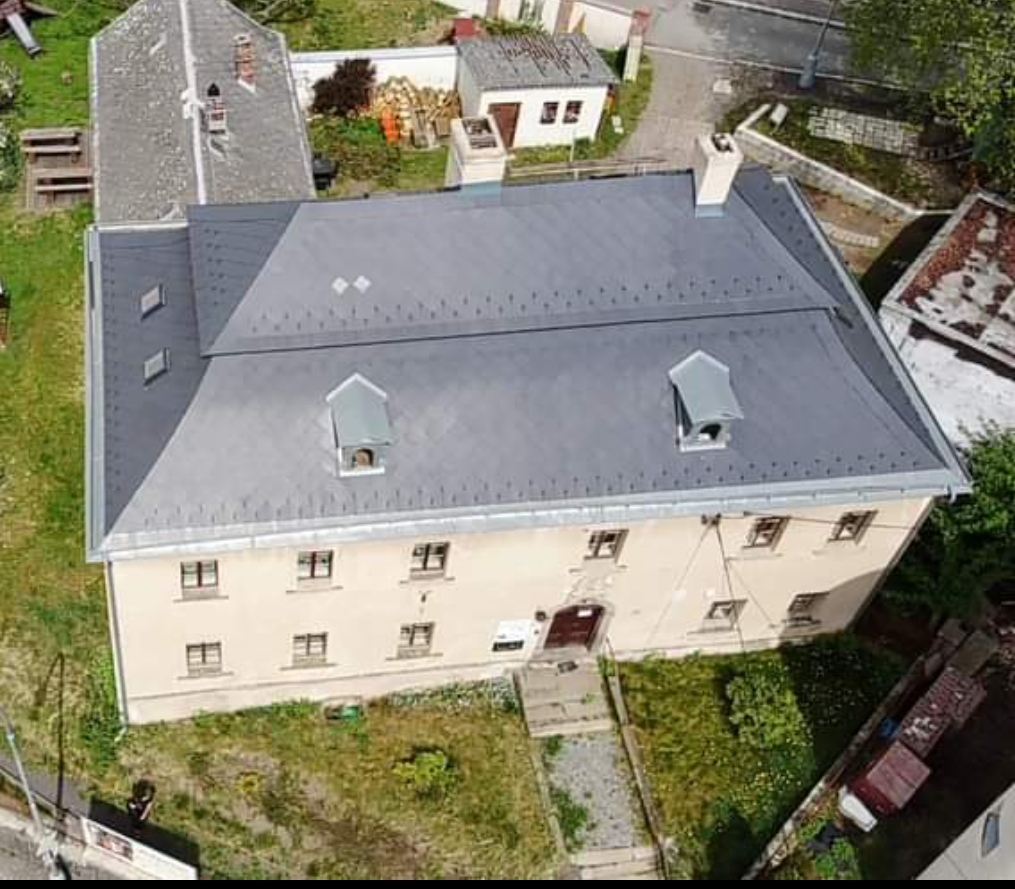
Nejstarší dům v Ústí nad Orlicí (1553-1555)

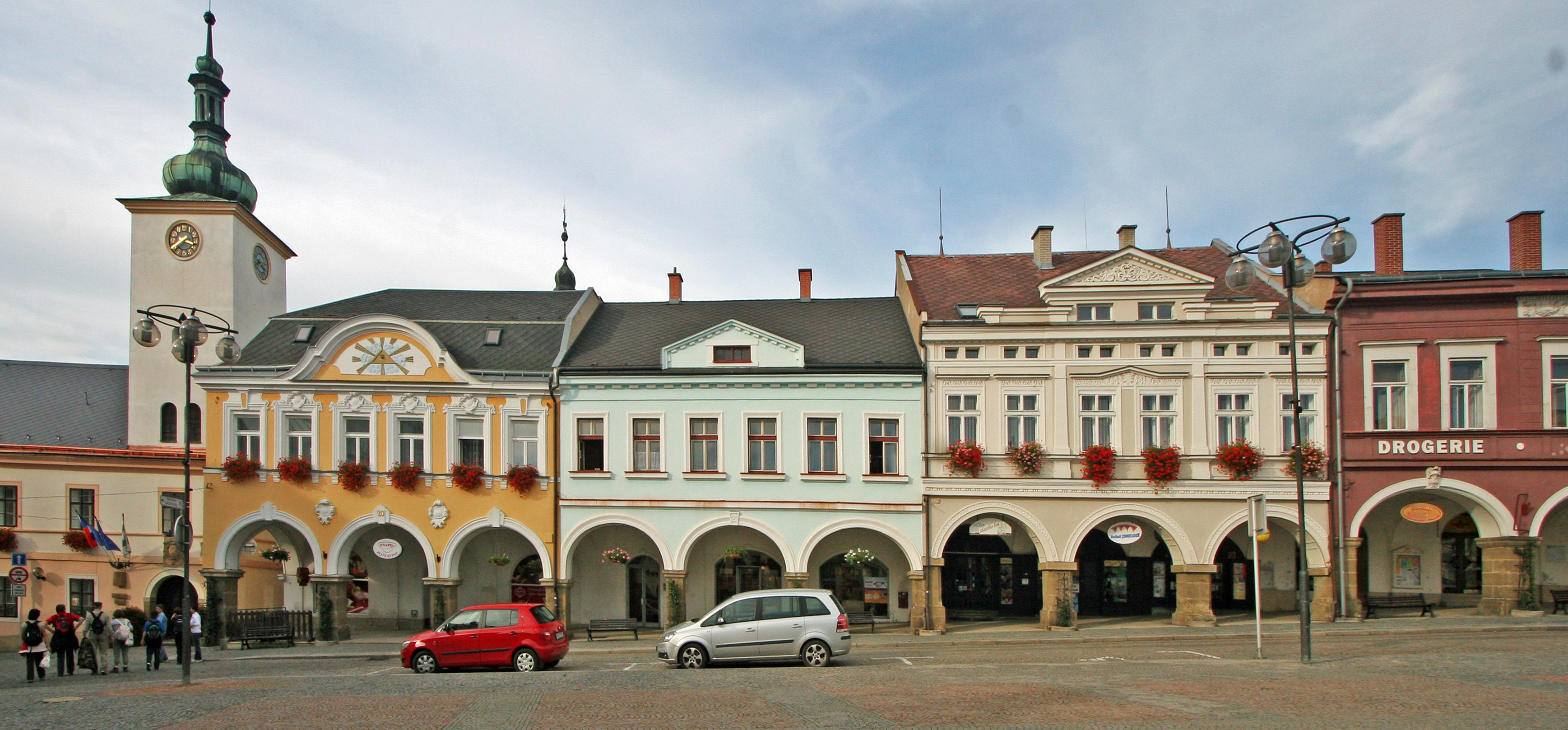
Radnice a domy na Mírovém náměstí

## Pamětihodnosti

### Církevní památky
- Kostel Nanebevzetí Panny Marie – barokní trojlodní chrám z let 1770–1776, s márnicí; na místě zrušeného hřbitova byl roku 2018 otevřen meditační park.[12] O vánočních svátcích jsou místní farností v kostele pořádána představení tzv. živého betléma.[13]
- Děkanství – barokní budova u kostela
- Mariánský sloup
- Socha Bičování Krista
- Dům č. 53; Sbor Jednoty bratrské – z let 1553–1555; po r. 1990 rekonstruován a navrácen původnímu účelu; již kolem 1850 tam byl nalezen památný kalich, který byl zazděn roku 1626. Jedná se o nejstarší kamenný dům ve městě z roku 1555[14]
- Křížová cesta z ulice Jana Štyrsy směrem na Andrlův chlum
- Sousoší Nejsvětější Trojice
- Kostel sv. Petra a Pavla v Knapovci – vystavěn v 1. polovině 19. století na místě starší stavby. Zvon se v době válečné ztratil, později byl vyhrabán sviní na louce u Dolní Dobrouče, podle nápisu rozpoznán a vrácen do Knapovce.

### Světské památky
- Radnice – barokní budova z let 1721–1723, s hranolovou věží připomínající kostel
- Památník válečného odboje z let 1914–1918 se sochou bubnujícího legionáře, v roce 1925 vytvořil Josef Mařatka
- Roškotovo divadlo – funkcionalistická stavba, arch. Kamil Roškot, 5. července 1935 položen základní kámen; 26. září 1936 bylo hotové divadlo otevřeno. Nařízením vlády z 20. února 2017 prohlášeno za národní kulturní památku
- Hartmanova vila
- Hernychova vila
- Kociánova vila
- Městský hřbitov
- Socha Padající Ikaros, bronz Jan Štursa (1920), před budovou Městského úřadu (původně na hřbitově)
- Socha Truchlící matky, pískovec (1931), dílo sochaře Quida Kociána, hřbitov
- Tkalcovské domky v Zahradní ulici
- Budova gymnázia
- Rozhledna Andrlův chlum – zde roku 1949 začalo klimatologické měření, později přesunuto na letiště v Ústí nad Orlicí.
- Empírová budova železniční zastávky Ústí nad Orlicí město
- Ojedinělá budova železniční stanice z roku 1874. V roce 2008 byla plánována její demolice v rámci výstavby železničního koridoru. Později se ale sdružení „Nádraží nedáme“[15] podařilo likvidaci stavby zabránit a stavba byla roku 2010 prohlášena kulturní památkou.[16] Nádraží nicméně od roku 2018 pustne.[17]

## Muzea
- Městské muzeum – ulice 17. listopadu 72; mj. expozice lidových betlémů.[18]

## Fotografie

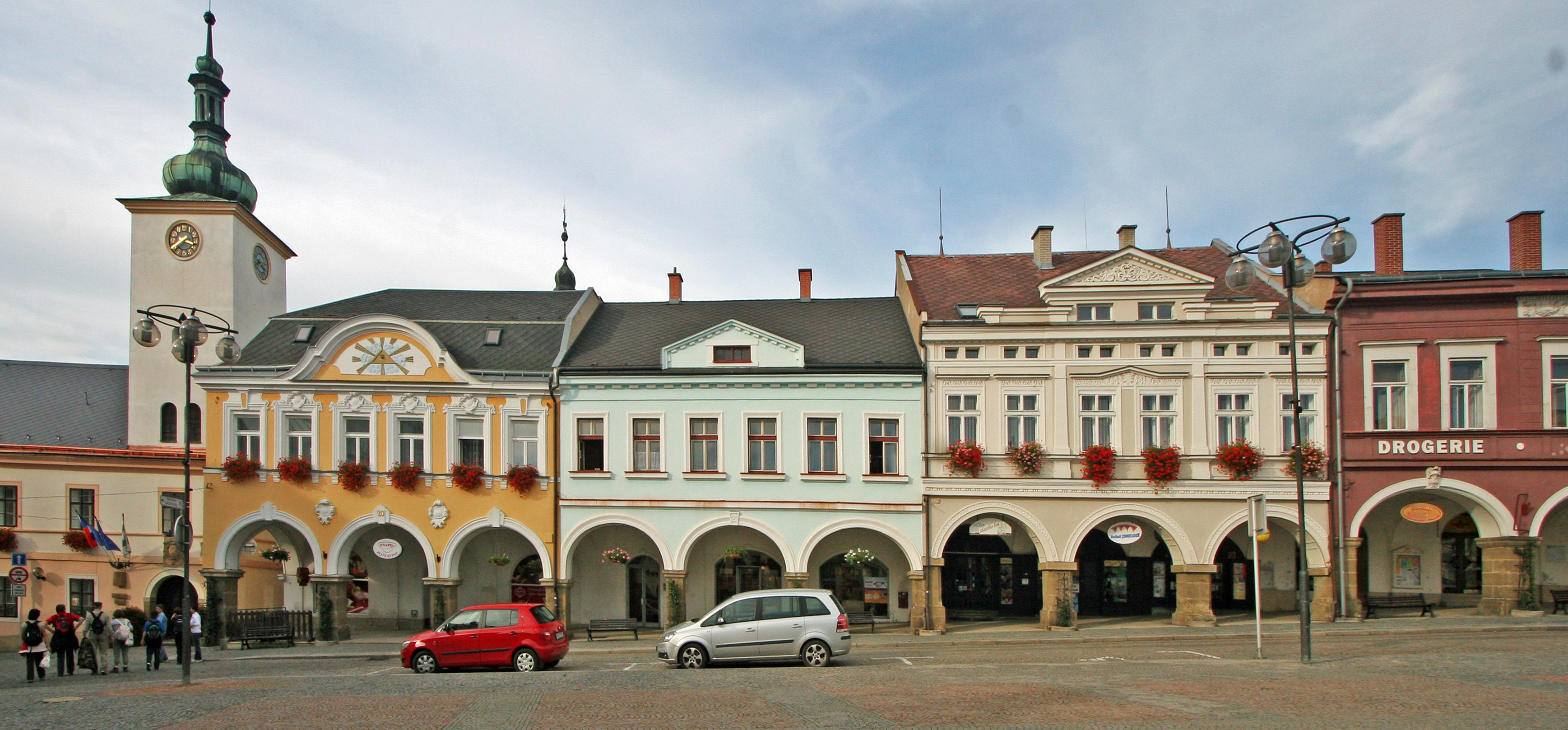
Severní část náměstí s barokní radnicí
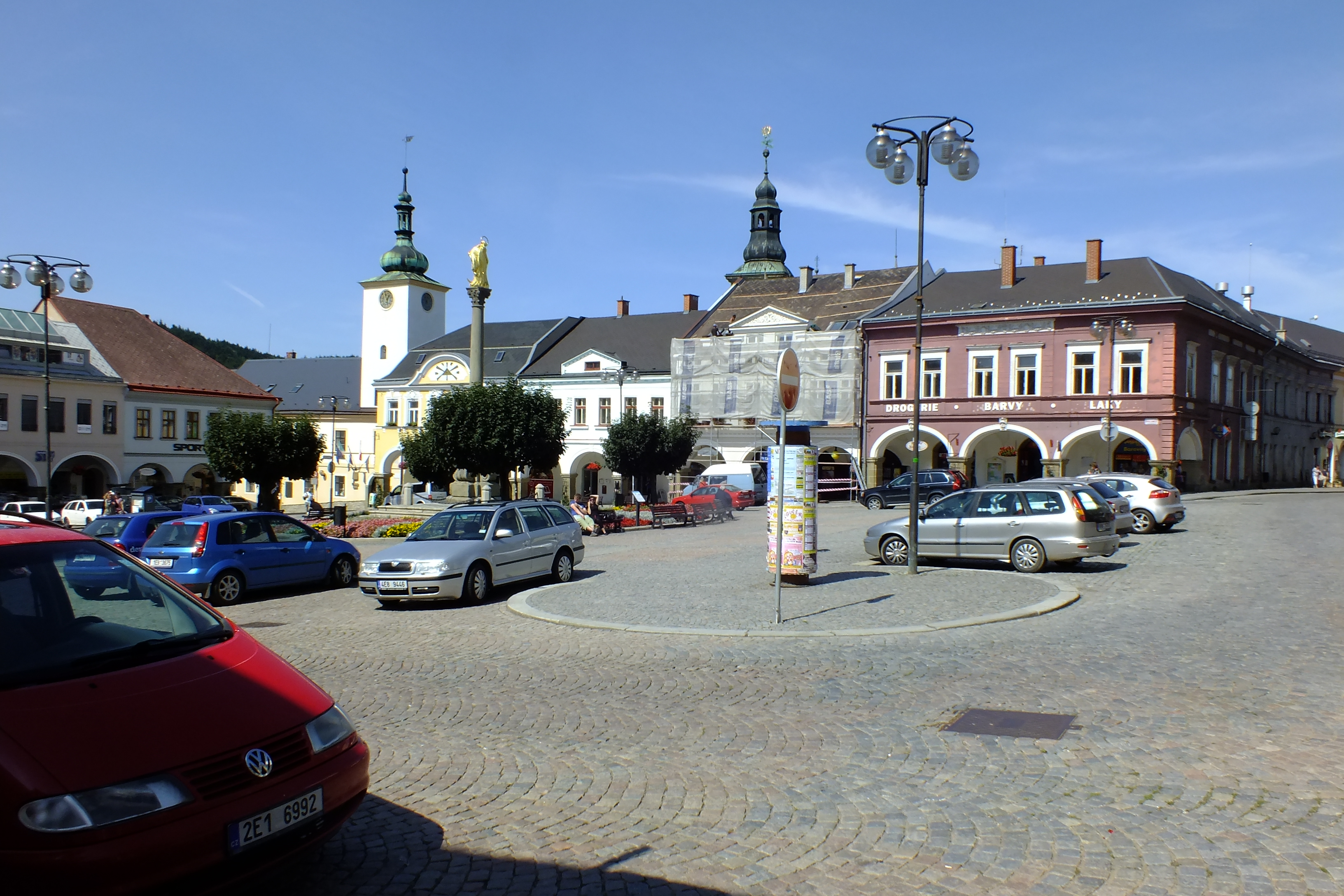
Mírové náměstí
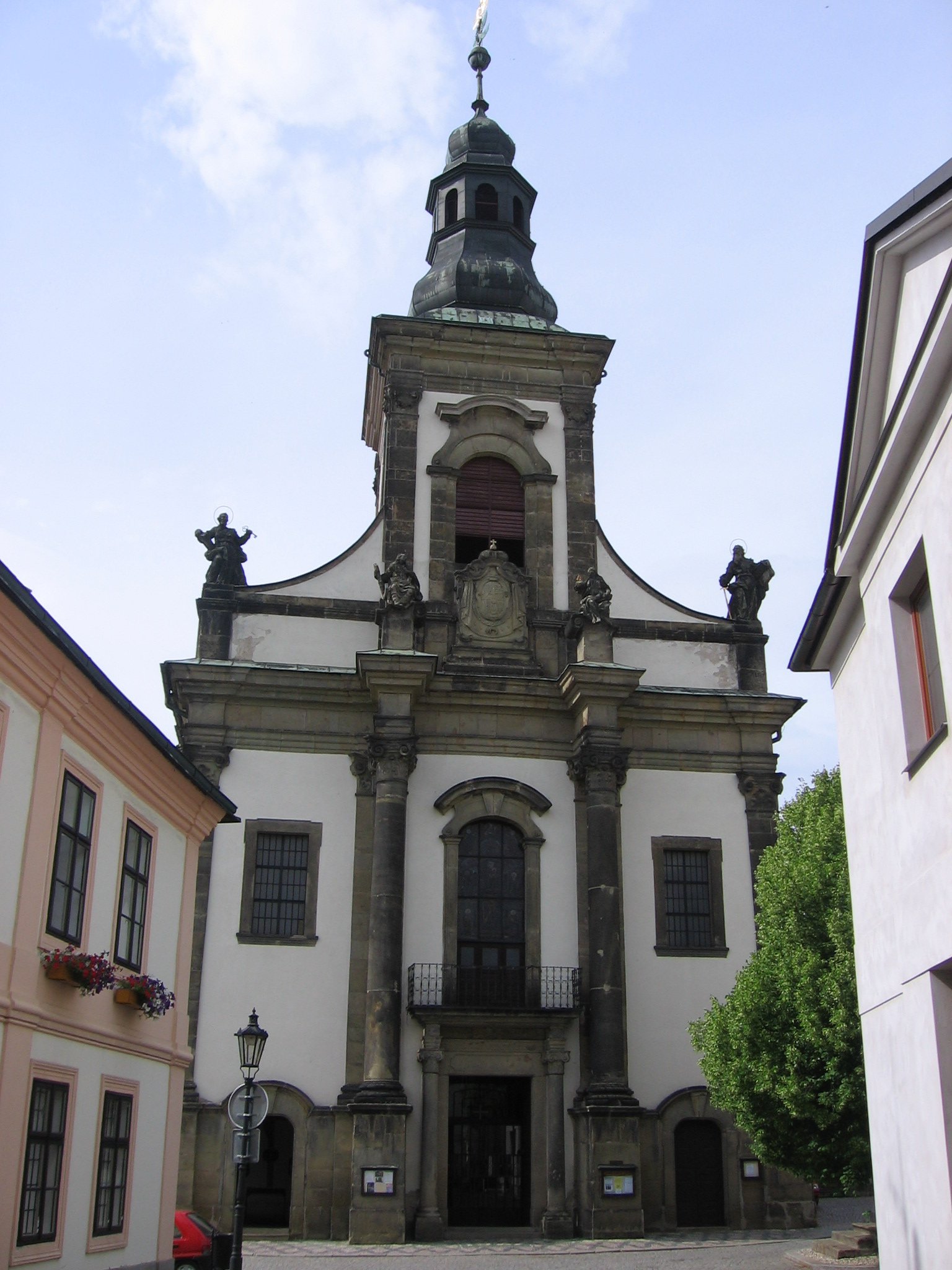
Kostel Nanebevzetí Panny Marie
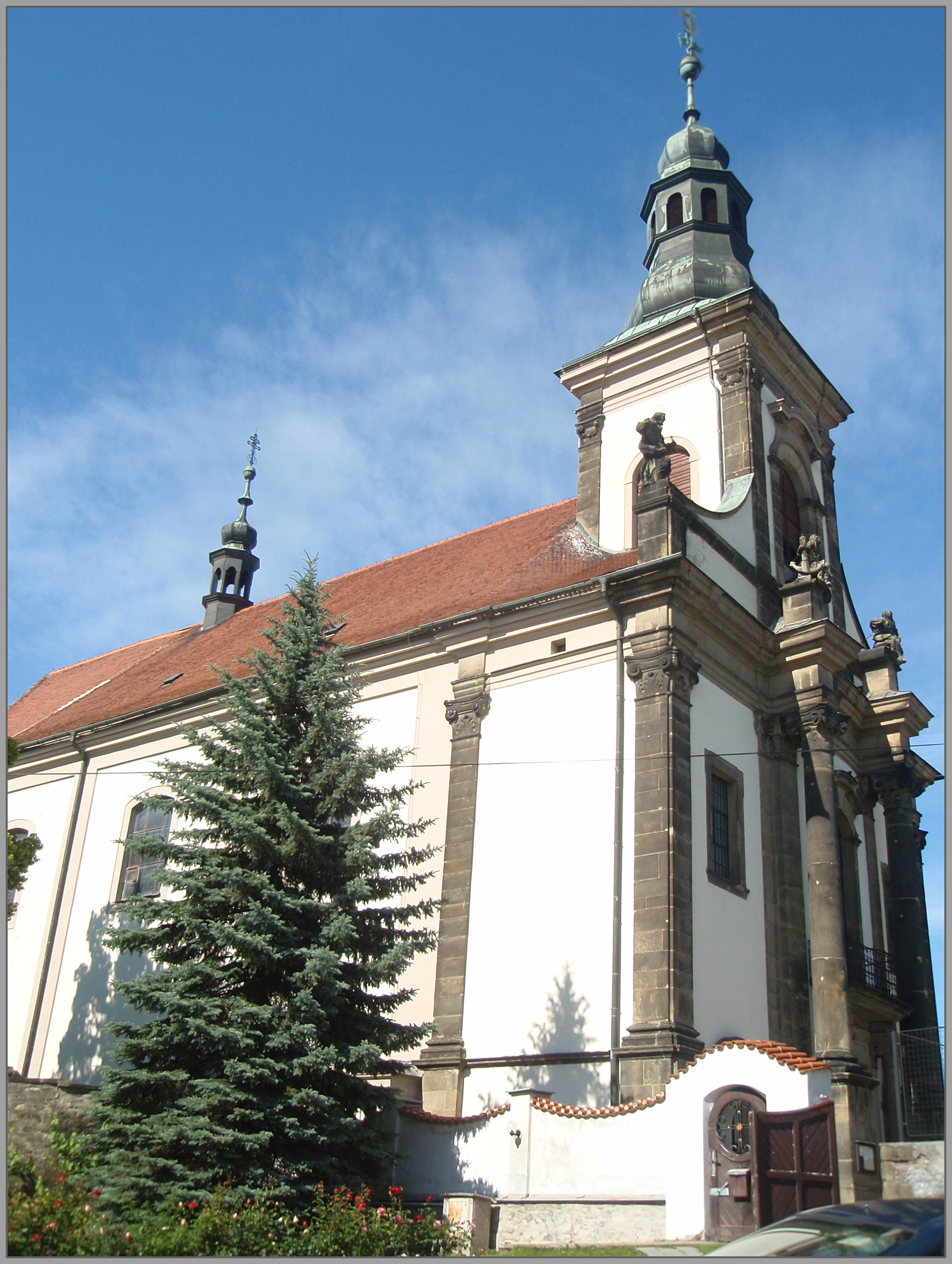
Kostel Nanebevzetí Panny Marie
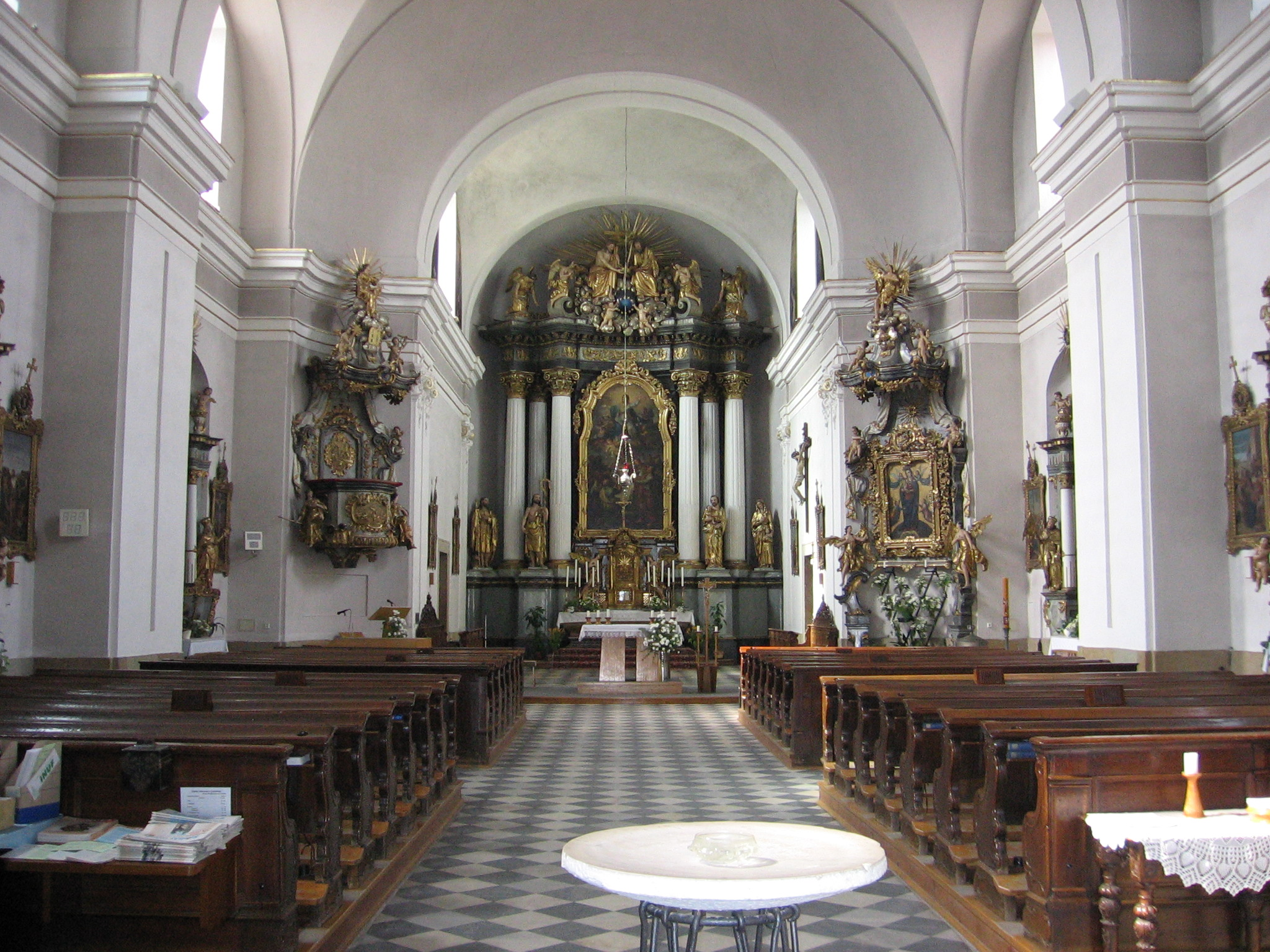
Interiér kostela Nanebevzetí Panny Marie
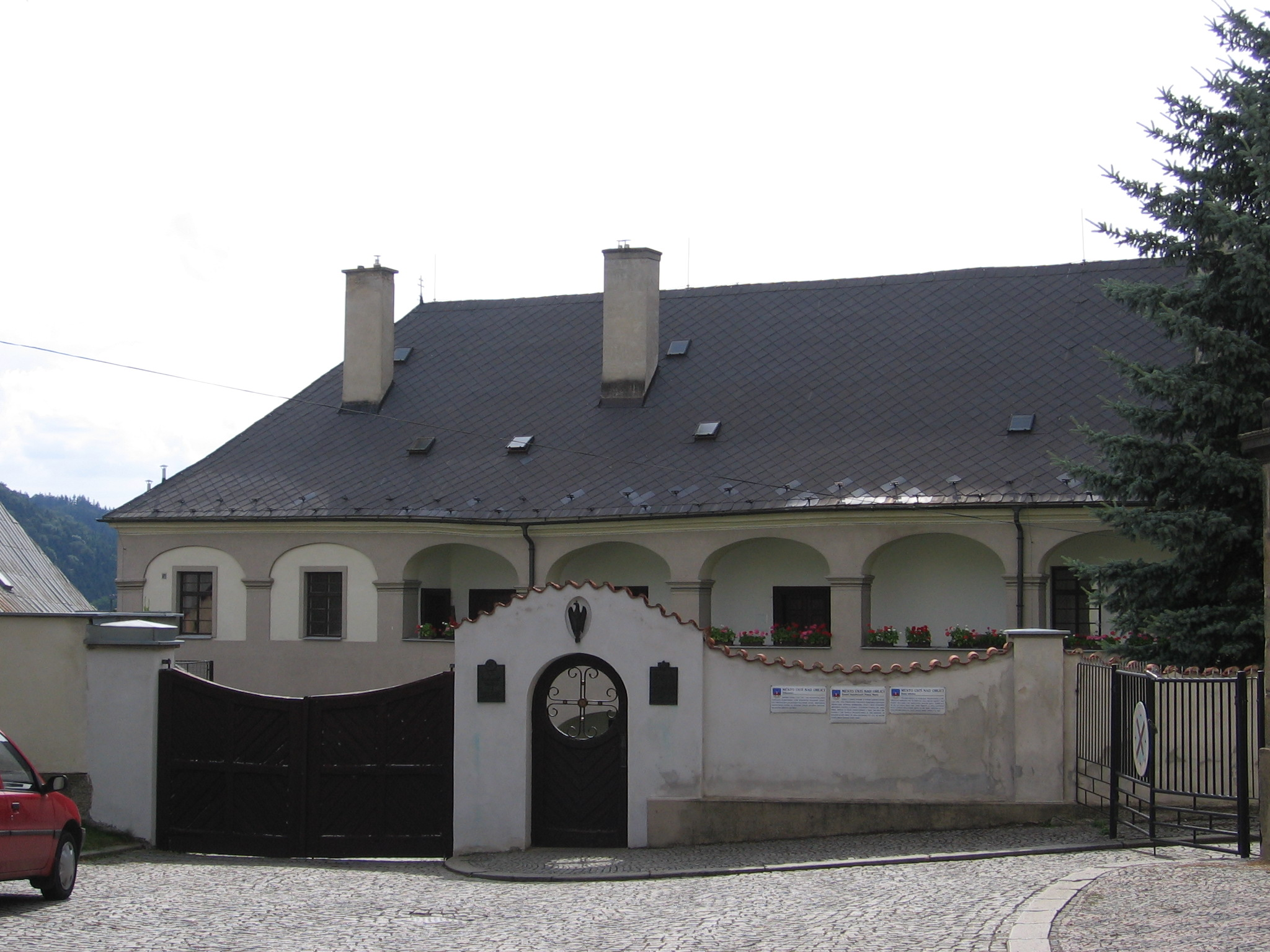
Fara kostela
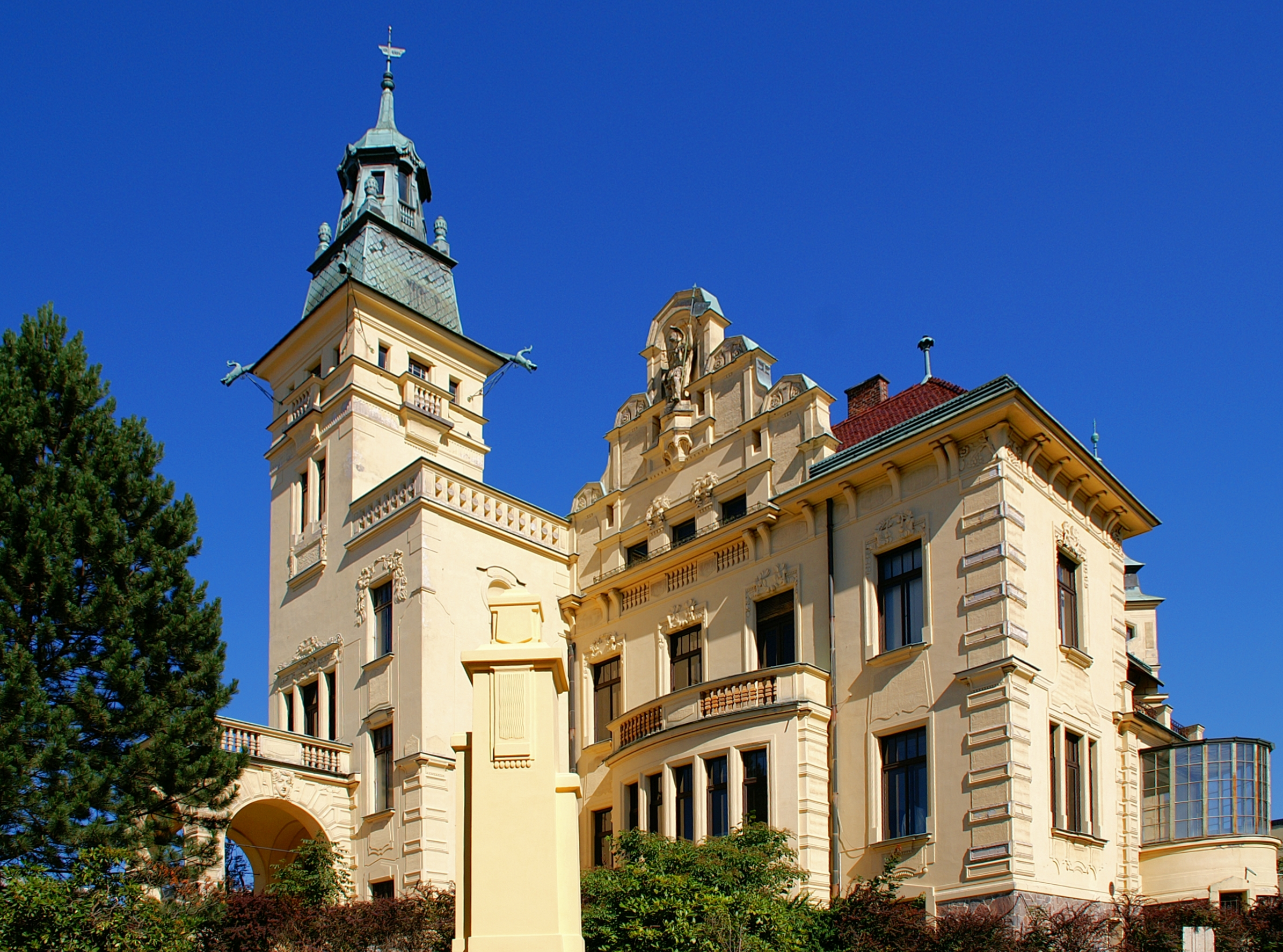
Hernychova vila s městským muzeem
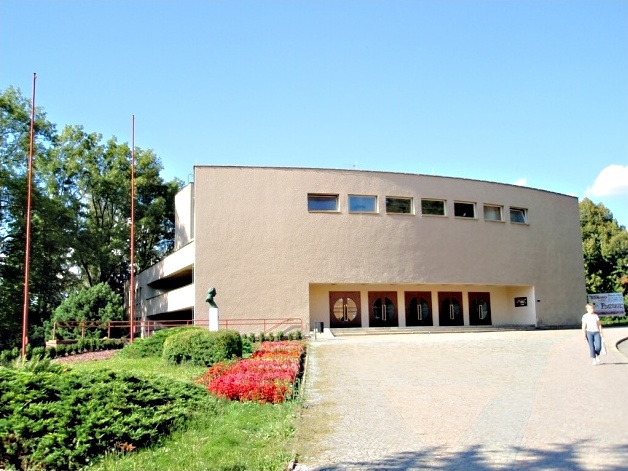
Roškotovo divadlo
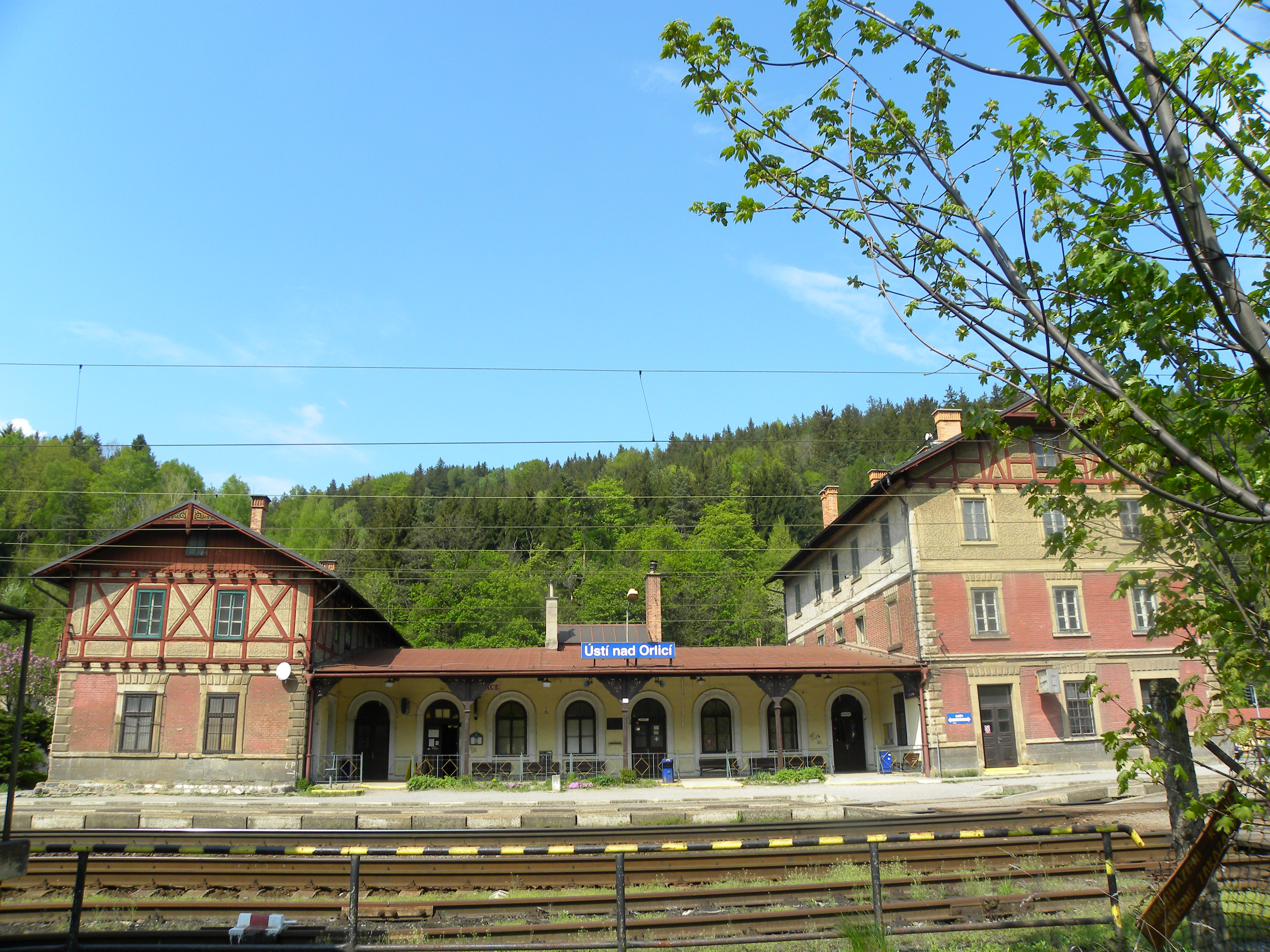
Stará nádražní budova Ústí nad Orlicí
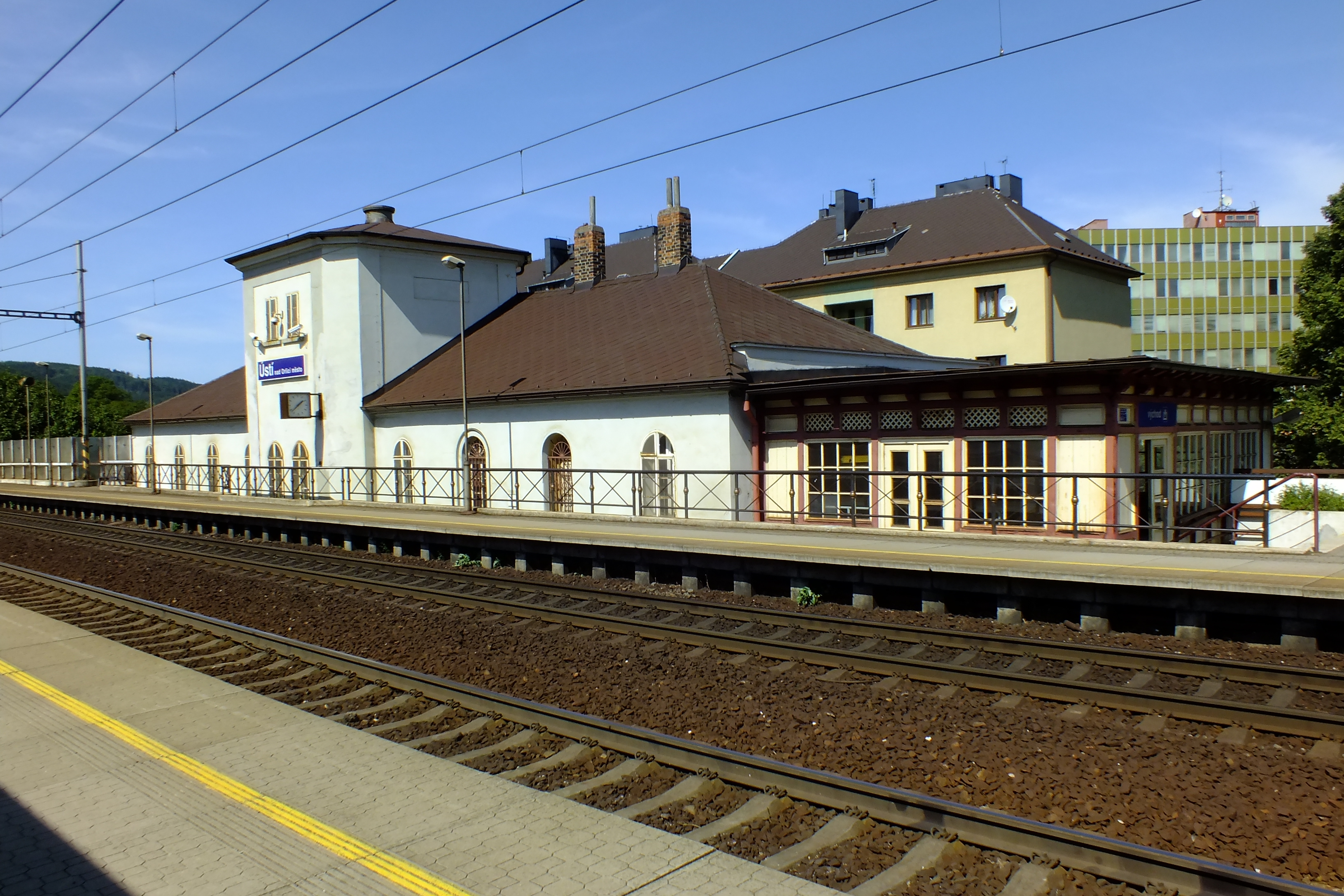
Železniční zastávka město (pohled z kolejiště)
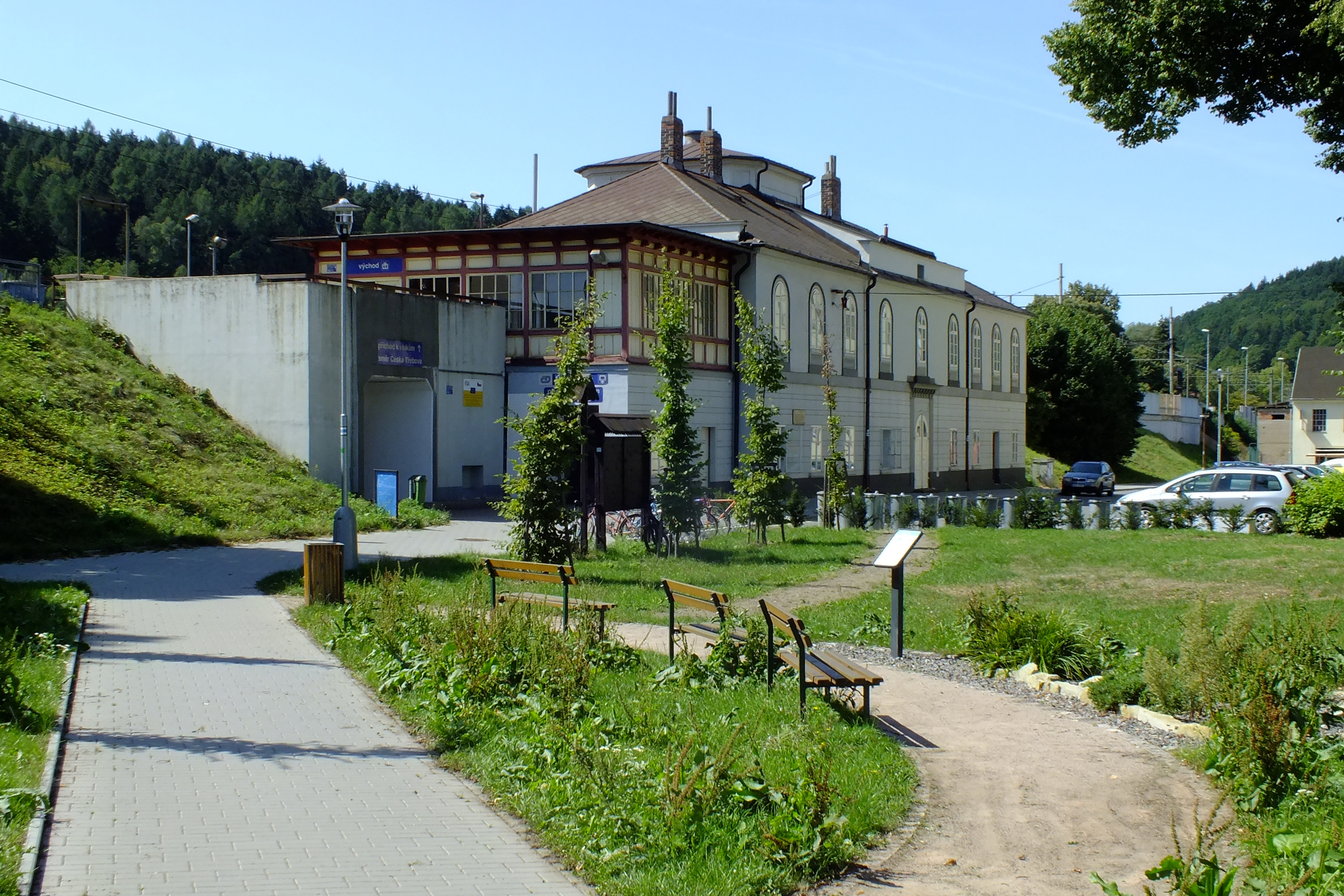
Železniční zastávka město (pohled z ulice)
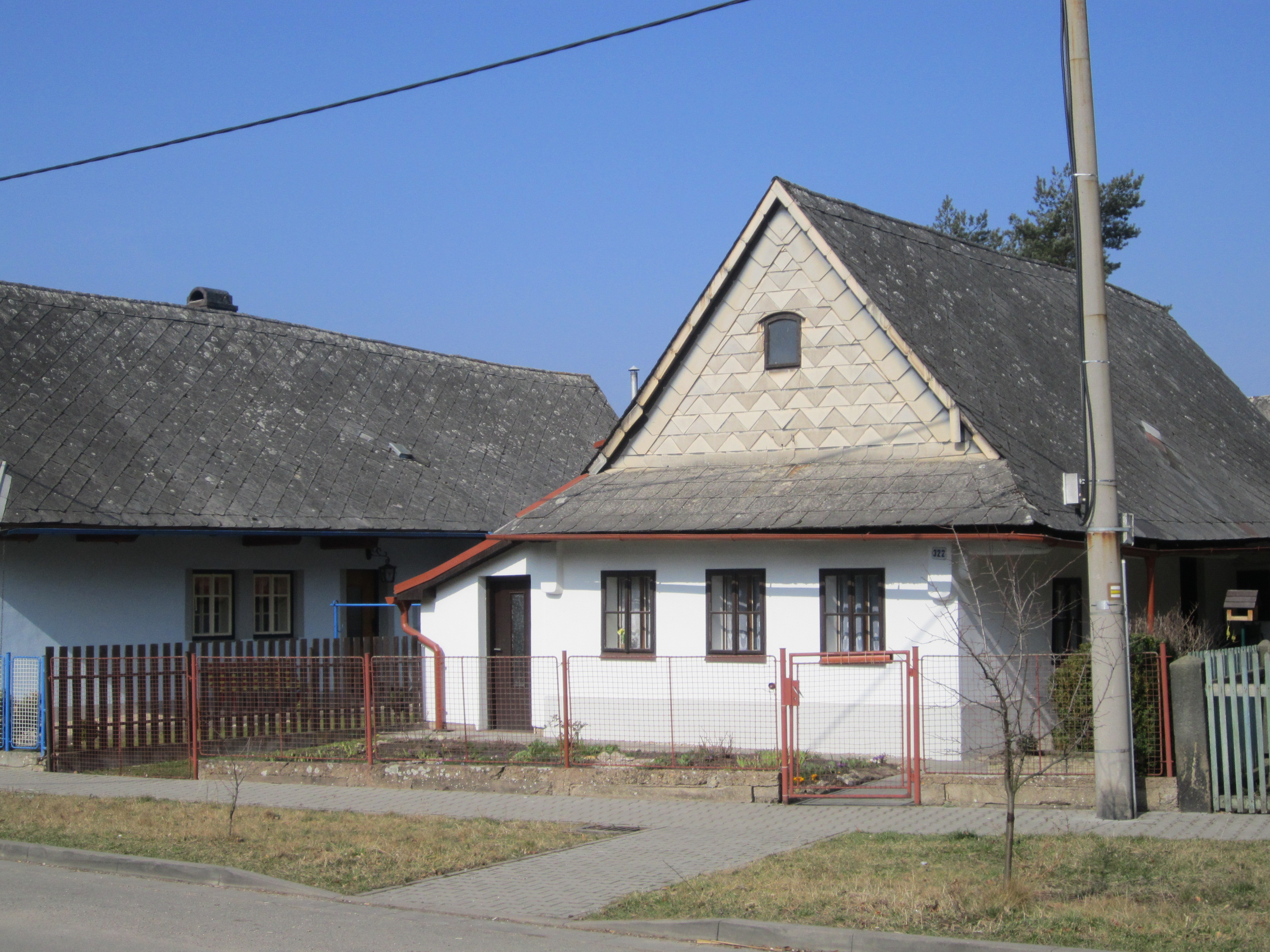
Historická část města s tkalcovskými chalupami (ul. Zahradní)
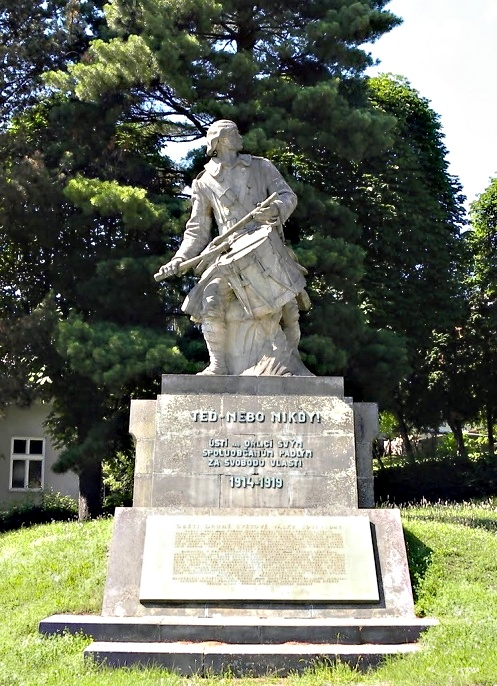
Památník odboje
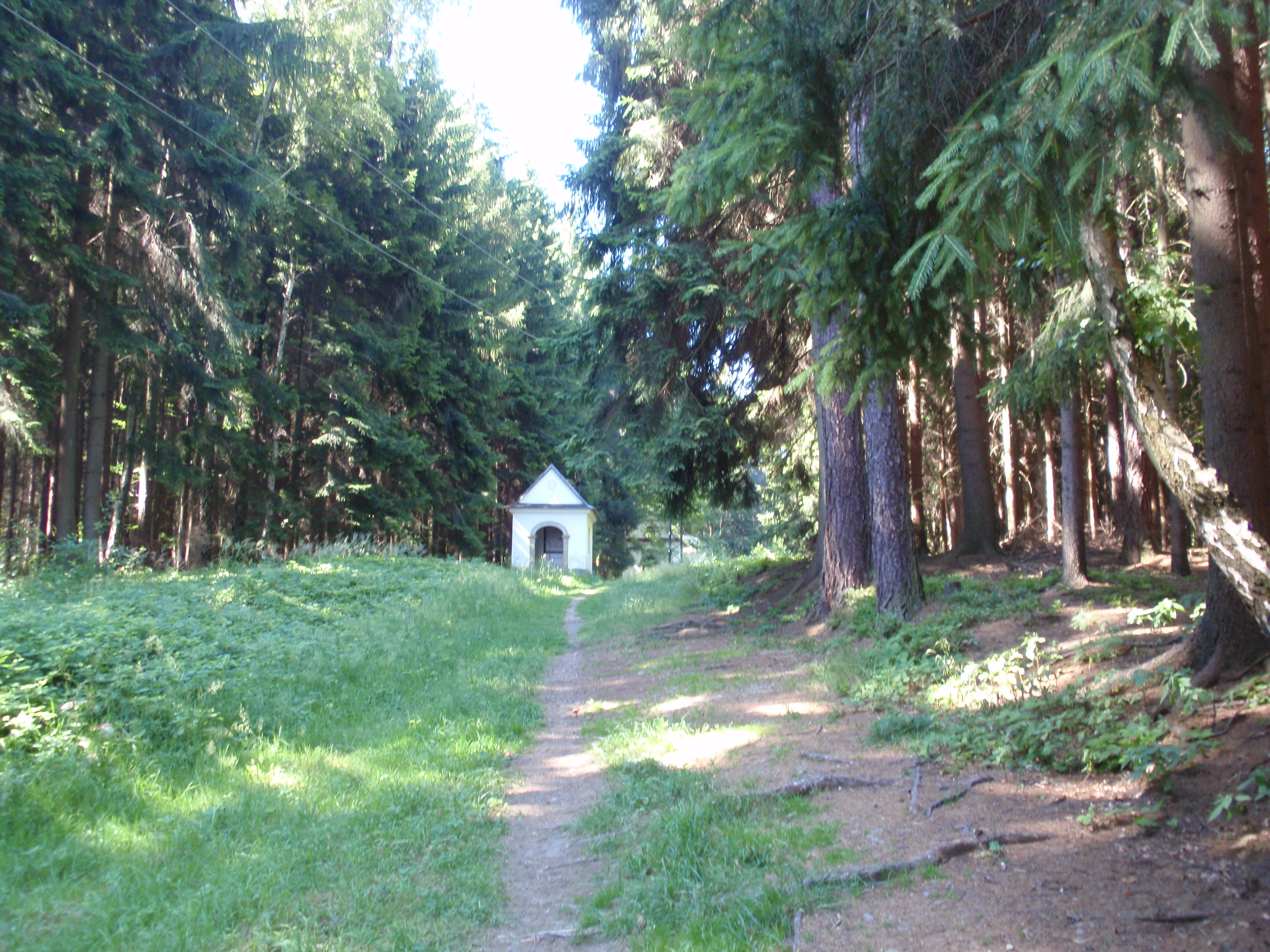
Křížová cesta z Ústí nad Orlicí na Andrlův chlum
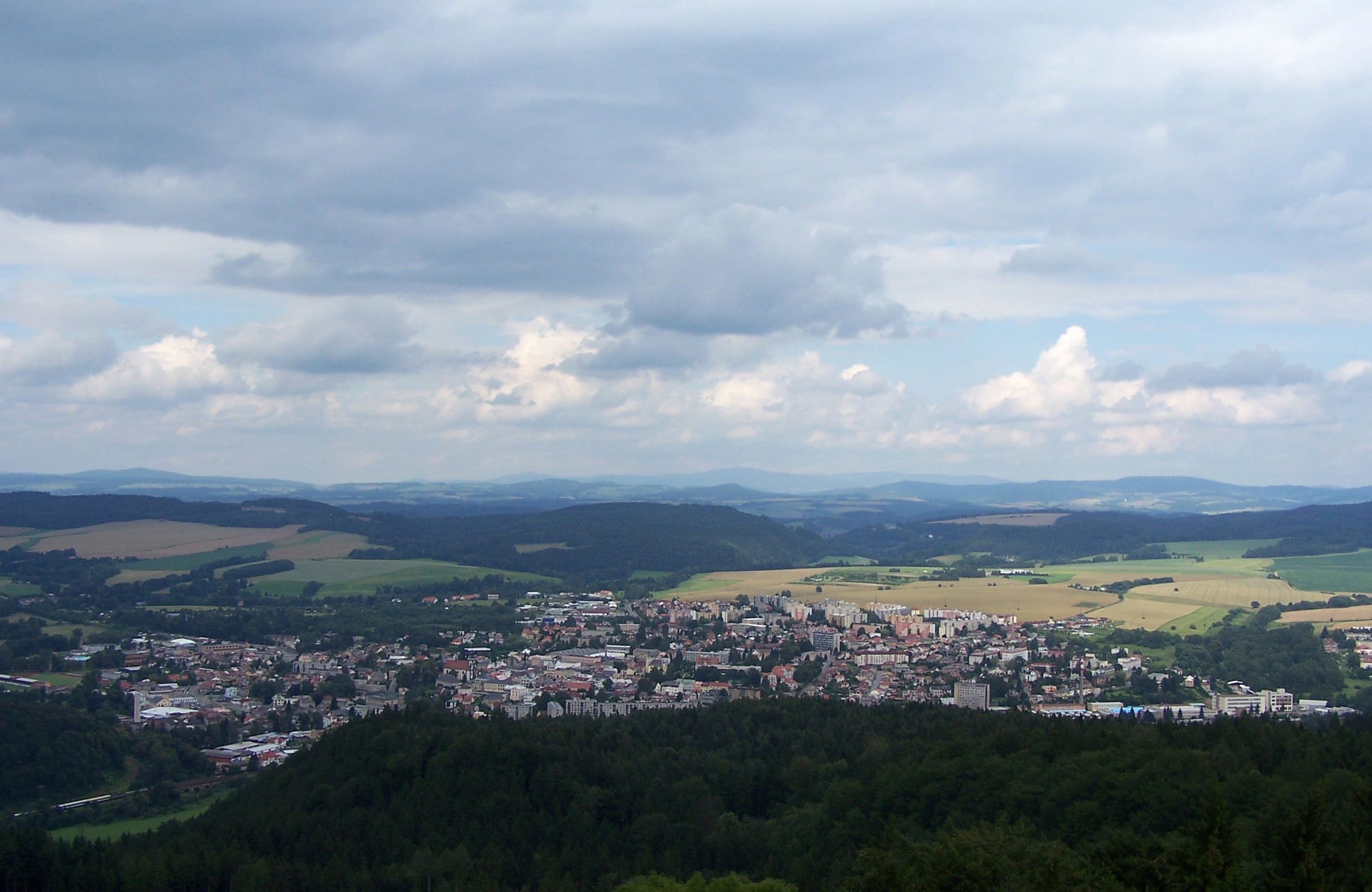
Celkový pohled na město z rozhledny na Andrlově chlumu

## Obyvatelstvo

### Demografický vývoj
| Rok            | 1971   | 1976   | 1981   | 1986   | 1991   | 1996   | 2001   | 2006   | 2011   | 2016   | 2021   |
| -------------- | ------ | ------ | ------ | ------ | ------ | ------ | ------ | ------ | ------ | ------ | ------ |
| Počet obyvatel | 12 062 | 15 466 | 15 953 | 15 641 | 15 319 | 15 268 | 15 191 | 14 918 | 14 648 | 14 226 | 14 053 |

### Struktura populace

Věková struktura obyvatel obce Ústí nad Orlicí roku 2011
Rodinný stav obyvatel obce Ústí nad Orlicí roku 2011
Vzdělání obyvatel obce Ústí nad Orlicí roku 2011

## Průmysl
- V roce 1967 Výzkumný ústav bavlnářský ve spolupráci v národním podbiku KOVOSTAV zahájil provoz první bezvřetenové přádelny na světě.[19]
- Perla a.s. – bývalý výrobce bavlněných tkanin a bytového textilu
- Rieter CZ s.r.o. – výrobce strojů pro textilní průmysl
- VUB a.s. – textilní výzkum a strojírenská výroba
- FPOS a.s. – kovovýroba, vývoj a výroba motocyklů
- ACE Trade s.r.o. – distributor a dodavatel surovin pro chemický a potravinářský průmysl
- Intech s.r.o. – dodavatel tvářecích strojů pro strojírenství – obchodní zastoupení Skandinávských firem
- Schaltag CZ s.r.o.
- EWE s.r.o.
- Advantech Czech s.r.o. - vývoj a výroba průmyslových LTE/5G routerů[20]

## Školství

### Mateřské školy
- Mateřská škola Ústí nad Orlicí, Pod Lesem 290
- Mateřská škola Ústí nad Orlicí, Sokolská 165
- Mateřská škola Ústí nad Orlicí, Černovír 96
- Mateřská škola KLUBÍČKO Ústí nad Orlicí, Dělnická 67
- Mateřská škola Ústí nad Orlicí, Na Výsluní 200
- Mateřská škola Ústí nad Orlicí, Heranova 1348
- Mateřská škola Ústí nad Orlicí, Knapovec 8
- Mateřská škola Ústí nad Orlicí, Nerudova 136

### Základní školy
- Základní škola Ústí nad Orlicí, Bratří Čapků 1332
- Základní škola Ústí nad Orlicí, Komenského 11
- Základní škola Ústí nad Orlicí, Třebovská 147
- Základní škola Ústí nad Orlicí – Kerhartice, Školní 75
- Speciální základní škola Ústí nad Orlicí, Lázeňská 206

### Střední školy
- Střední škola uměleckoprůmyslová (dříve Střední průmyslová škola textilní Ústí nad Orlicí)
- Gymnázium Ústí nad Orlicí, T. G. Masaryka 106
- Střední zdravotnická škola
- Střední odborná škola automobilní a Střední odborné učiliště automobilní

### Základní umělecká škola
- Základní umělecká škola Jaroslava Kociana Ústí nad Orlicí, Smetanova 1500

## Kultura
- V roce 1803 zde byla založena Cecilská hudební jednota, nejstarší dosud existující sbor v Evropě.
- Na podzim roku 2016 začala vysílat z Ústí nad Orlicí regionální rozhlasová stanice Rádio Orlicko.
- Kocianova houslová soutěž – od r. 1959 tradiční mezinárodní soutěž mladých houslistů
- Heranova violoncellová soutěž
- Městská akce „Město v pohybu“ (koná se každý rok)
- České vize – festival studentských a amatérských filmů se koná každoročně v Roškotově divadle od roku 2020
- NADOTEK – filmový festival dokumentární tvorby se sociální tematikou
- Jeden Svět – filmový festival pořádaný zapsaným spolkem SPOUSTI z.s.
- ČESKÝ LVÍČEK – celostátní soutěž neprofesionální filmové tvorby
- Ústecká staročeská pouť
- Ústecké Vánoce
- Městská knihovna

## Sport
- Ústecká „21“ – mezinárodní automobilová soutěž závodů do vrchu.
- Rieter Open – mezinarodni turnaj ITF futures mužů v tenise.
- Skiinterkriterium – mezinárodní závod žákovských kategorií ve slalomu a obřím slalomu, který pořádá Ski klub Ústí nad Orlicí (koná se v Říčkách v Orlických Horách).
- Ústecký desetiboj – od r. 1945 na atletickém stadionu pořádán nejstarší závod desetibojařů v ČR.
- TFA – „Nejtvrdší hasič přežívá“, soutěž pro hasiče konaná na Andrlově chlumu.
- Roku 2017 se místní fotbalový klub poprvé v historii probojoval do třetí nejvyšší fotbalové soutěže v ČR.

### Sportovní kluby
- Florbalový klub FBK OT
- Systema Ústí nad Orlicí
- Junior klub (letecké modelářství)
- Klub orientačního běhu Ústí nad Orlicí
- Aero klub
- TTC – stolní tenis
- SK Shotokan Karate Ústí nad Orlicí
- TJ Jiskra Ústí nad Orlicí – fotbal a atletika
- Tenisový klub Ústí nad Orlicí

### Účastníci Olympijských her z Ústí nad Orlicí
- Václav Čevona (nar. 1922), OH 1948 a OH 1952 (atletika – 1500 m)
- Luboš Adamec (nar. 1959), OH 1988 a OH 1992 (střelba)
- Roman Dostál (nar. 1970), ZOH 2002, ZOH 2006 a ZOH 2010 (biatlon)
- David Egydy (nar. 1983), ZOH 2018 (boby)
- Petr Hladík (nar. 1948), OH 1968 (cyklistika)
- Daniel Krčmář (nar. 1971), ZOH 1994 (biatlon)
- Milan Křen (nar. 1965), ON 1988 (cyklistika)
- Tomáš Kučera (nar. 1977), OH 2000 (fotbal)
- Jaroslav Kulhavý (nar. 1985), OH 2004, OH 2008, OH 2012, OH 2016 (cyklistika na horských kolech)
- Klára Moravcová (nar. 1983), ZOH 2014 (běh na lyžích)
- Ondřej Moravec (nar. 1984), ZOH 2006, ZOH 2010, ZOH 2014, ZOH 2018 (biatlon)
- Michal Šlesingr (nar. 1983), ZOH 2006, ZOH 2010, ZOH 2014, ZOH 2018 (biatlon)
- Denis Špička (nar. 1988), OH 2008, OH 2012 (cyklistika)
- Lubomír Sršeň (nar. 1954), OH 1980 (vzpírání)
- Ondřej Valenta (nar. 1973), ZOH 1994 (běh na lyžích)
- Jaromír Vaňous (nar. 1955), OH 1980 (atletika - 50 km chůze)
- Iveta Zelingerová-Fořtová (nar. 1972), ZOH 1992, ZOH 1994, ZOH 1998 (běh na lyžích)[21]

## Sociální služby
- Domov důchodců Ústí nad Orlicí (disponuje rovněž oddělením pro uživatele s Alzheimerovou chorobou)

## Zdravotnictví
- Nemocnice Pardubického kraje, a.s., Orlickoústecká nemocnice (dříve Okresní nemocnice Ústí nad Orlicí), byla otevřena v nové budově z roku 1939. Řadí se na druhé místo za Pardubickou krajskou nemocnici a spolu s ní tvoří páteř krajského zdravotnictví. Spádovost je až 140 000 obyvatel.
- V roce 2008 byl v budově nemocnice zřízen Babybox (v rámci ČR sedmý). O rok později byla do něho odložena holčička.
- Zdravotnická záchranná služba Pardubického kraje, výjezdové stanoviště Ústí nad Orlicí. (2× RZP, 1× RLP-RV).

## Významné osobnosti
- Jan Leopold Mosbender (1693–1776), první orlickoústecký děkan
- František Martin Pecháček (1763–1816), hudební skladatel a houslista
- Matěj Josef Sychra (1776–1830), kněz, spisovatel a národní buditel
- Magdalena Dobromila Rettigová (1785–1845), spisovatelka, autorka kuchařek, básní, divadelních her a krátkých próz
- Bedřich Peška (1820–1904), básník, spisovatel, překladatel
- Jan Ludvík Lukes (1824–1906), operní pěvec a hudební pedagog
- Alois Hnilička (1826–1909), hudební skladatel, učitel a sbormistr
- Václav Zdeněk Hackenschmied (1867–1945), pedagog, etnograf a zakladatel ústeckého muzea
- Josef Karel Linhart (1871–1933), malíř, restaurátor
- Quido Kocian (1874–1928), sochař
- Jaroslav Kocian (1883–1950), houslový virtuos a skladatel
- Fritz Löhner-Beda (1883–1942), rakouský spisovatel a libretista židovského původu
- Josef Cibulka (1886–1968), historik umění a archeolog, vysokoškolský pedagog, vědec a římskokatolický kněz
- František Korte (1895–1962), český právník a hudební skladatel
- Jindřich Nygrín (1890–1962), muzejník, regionální historik, archivář a konzervátor Statní památkové péče
- František Šmilauer (1892–1972), ak. mal. a pedagog
- Josef Tacl (1892–1942), důstojník československé armády, příslušník odbojové organizace Obrana národa popravený nacisty
- Josef Jakubec (1899–1955), kněz, vězeň komunistického režimu
- Radim Nováček (1905–1942), mineralog, vysokoškolský pedagog, odbojář
- Bohuslav Heran (1907–1968), violoncellista a hudební pedagog
- Alfréd Piffl (1907–1972), architekt, výtvarník, archeolog, básník a historik
- Jan Václav Kašpar (1908–1984), VŠ prof. mineralog, rektor VŠCHT
- Oldřich Marek (1911–1986), učitel a entomolog
- Emilie Urbanová, roz. Šišánová (* 1921), choreografka a taneční pedagožka
- Václav Čevona (1922–2008), atlet a olympionik
- Eva Štanclová (Kudrnáčová) (1923–2022), pedagožka a choreografka, zakladatelka tanečního oboru ZUŠ
- Milan Vyhnálek (1925–2013), podnikatel v oboru sýrařství, který se prosadil v Austrálii
- Josef Jakubec (1932–1995), jezuitský kněz, generální vikář královéhradecké diecéze
- Josef Havel (1937–2023), spisovatel, autor literatury faktu, filmař a publicista
- Jan Steklík (1938–2017), výtvarník
- František Musil (1939–2025), český historik, vysokoškolský pedagog a kastelolog
- Věra Ludíková (* 1943), básnířka
- Eva Veverková (1948–2012), pedagožka a choreografka, zakladatelka souboru C-Dance
- František Uhlíř (hudebník) (* 1950), jazzový hudebník
- Oldřich Pytela (* 1950), český chemik a vysokoškolský pedagog
- Ladislav Plíva (1952–2011), hudebník a výtvarník
- Stanislav Motl (* 1952), novinář a spisovatel
- Jiří Čepelka (1953–2022), politik, starosta Ústí nad Orlicí
- Slávek Janoušek (* 1953), folkový zpěvák
- Josef Lux (1956–1999), politik, předseda KDU-ČSL, první ministr zemědělství ČR
- Kvido Štěpánek (* 1957), podnikatel a filantrop
- Jiří Just (* 1973), historik
- Václav Moravec (* 1974), redaktor, moderátor a vysokoškolský učitel
- Lukáš Palatinus (* 1977), krystalograf
- Pavel Herzog (* 1984), trumpetista Filharmonie Hradec Králové a české ska & reggae hudební skupiny Sto zvířat
- Jaroslav Kulhavý (* 1985), cyklista, olympijský vítěz v cross country, LOH 2012 v Londýně

## Zajímavosti
Ve městě se zčásti natáčely filmy:
- Roku 1958 Kasaři (L. Pešek, J. Pivec, R. Hrušínský a další), který se zčásti natáčel také v Ústí.
- Roku 2015 Já, Olga Hepnarová (M. Olszańská, M. Šopovská, K. Melíšková a další)

### Pověst
- Ve městě údajně každou noc strašil duch lanškrounského hejtmana Dešvendy (de Sienne). Jednou mu místní kantor sebral odložený kabát a uprchl s ním na zvonici. Dešvenda ho pronásledoval a když už ho tak tak dostihl, učitel zazvonil na zvon a přízrak se rozpadl v prach.

## Partnerská města
- Amberg, Německo
- Bystrzyca Kłodzka, Polsko
- Massa Martana, Itálie
- Berlín-Neukölln, Německo
- Poprad, Slovensko